# کتابدار

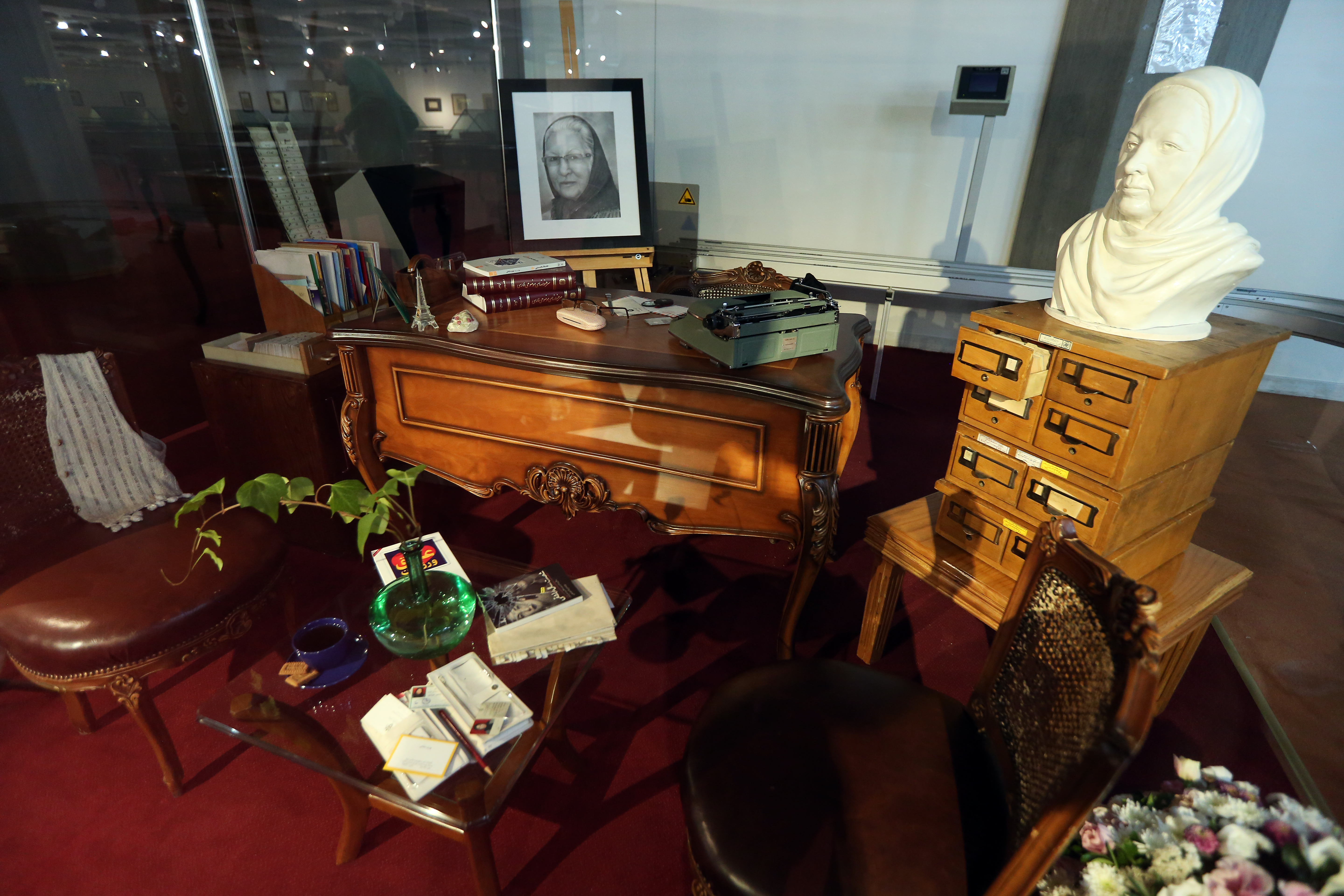
یادمان پوری سلطانی از پایه‌گذاران علوم کتابداری و اطلاع‌رسانی در موزه کتاب و میراث مستند ایران

کتابدار کسی است که علم و هنر کتابداری را کسب کرده است. که این علم شامل مدیریت، سازماندهی، فهرست نویسی، رده‌بندی، دانش‌شناسی، مجموعه‌سازی مناسب و گسترش اطلاعات می‌باشد. کتابدار باید با دانش‌های روز در حوزه علوم کتابداری و اطلاع‌رسانی آشنا باشد. در گذشته به آن‌ها کتابچی یا کتابخانه‌چی گفته می‌شد.

## تخصص‌های کتابداری
تخصص‌های کتابداران در قسمت‌های مختلف به شکل‌های مختلف می‌باشد ولی به‌صورت کلی کتابداران باید از قوانین کتابداری در کار و حرفه خود استفاده نمایند تا اختلاف در بین کارشان دیده نشود به همین دلیل است که کار کتابدار و حرفه آن‌ها به شکلی است که یکنواختی در آن دیده می‌شود (البته در بعضی مواقع اختلافاتی جزئی وجود دارد) و این یکنواختی در کمک به مراجعه کنندگانی که به کتابخانه می‌روند تا موضوع خود را پیدا کنند نقش چشمگیری داشته چنان‌که در وقت و هزینه و نوع موضوعات یافت شده مشهود است. کتابداران بر اساس وظایفی که به آن‌ها محول می‌شود و قسمتهای که مربوط به آن‌ها می‌باشد تقسیم می‌شوند مثلاً کتابداری که در بخش کودک مشغول می‌باشد به کتابدار بخش کودک و کتابداری که در بخش مرجع است را کتابدار بخش مرجع و کتابدار بخش فهرست‌نویسی یا کتابدار بخش رایانه و … می‌گویند.
در کل تخصص یک کتابدار به زبان ساده شناخت کامل رشته کتابداری و آشنا بودن به تمام علوم برای پیدا کردن هرچه سریعتر موضوع برای مراجعه‌کننده است. تا بتوان از مطالب یافت شده، هر چه بیشتر رضایت مراجعه کنندگان را به دست آورند.
وظایف کتابدار
- استفاده از سیستم‌های فناوری اطلاعات در اموری مانند دسته‌بندی و طبقه‌بندی کتابها، ثبت اطلاعات و …
- سازماندهی منابع و کتابها به گونه ای که یافتن آنها برای کاربران آسان باشد.
- پاسخگویی به سوالات مراجعان •کمک به مراجعان برای یافتن کتابها و منابع مورد نظر
- به روز نگه داشتن کتابخانه از طریق استفاده از کتابها و مجلات جدید منتشر شده و استفاده از روش‌های نوین کتابداری
- ارائه خدمات کتابخانه متناسب با گروه‌های مختلف جامعه مانند افراد کم سواد، خانه‌دارها و اقلیت‌های قومی
- راه اندازی فعالیتهایی در کتابخانه از جمله گروه‌های کتابخوانی به منظور توسعه و ترویج فعالیت‌های کتاب خوانی
- ترویج خدمات کتابخانه از طریق نمایشها، مذاکرات و شرکت در رویدادهای اجتماعی

مهارت و توانمندی‌های مورد نیاز کتابدار
- مهارت‌های خدمت به مشتری و طرز برخورد با ارباب رجوع
- مهارت‌های سازمانی جهت برقراری ارتباط مناسب با مدیران و سایر کارکنان کتابخانه
- مهارتهای ارتباطی گفتاری و نوشتاری در حد خوب
- مهارت کاربرد کامپیوتر به خصوص در مورد استفاده از پایگاه‌های داده و اینترنت
- مهارت انجام تحقیق در حد خوب
- داشتن اطلاعات عمومی خوب یا داشتن اطلاعات اختصاصی خوب زمانی که در کتابخانه‌های تخصصی فعالیت می‌کنید.

امروزه با توجه به پیشرفت تکنولوژی و استقبال گسترده‌ای که از آن شده، استفاده از فناوری در کتابخانه‌ها جای تأمل دارد اما این موضوع را نیز باید در نظر گرفت که هنوز هم مراجعانی هستند که کتابخانه‌های سنتی را بیشتر می‌پسندند. به‌طورکلی کتابداران باید به دو دسته مراجعه‌کننده خدمات ارائه دهد: دسته اول افرادی‌اند که با تکنولوژی و فناوری‌های روز آن آشنا هستند و ممکن است در محیط کتابخانه برای استفاده از فناوری نیاز به کمک داشته باشند. دسته دوم کسانی اند که هیچ پیش زمینه‌ای از تکنولوژی ندارند و نیاز است که به آنان آموزش داده شود. این مقاله به مهارت‌هایی اشاره می‌کند که یک کتابدار نیاز دارد در جامعه فعلی داشته باشد تا بتواند به این دو گروه کمک کند تا به نیاز اطلاعاتی خود دست پیدا کنند.

## کتابداران برجسته ایران به ترتیب الفبا
- آزاد، اسدالله
- ابرامی، هوشنگ
- اعتصامی، پروین
- افشار، ایرج
- انصاری، نوش‌آفرین[۱][۲][۳]
- حری، عباس
- دیانی، محمدحسین[۴]
- سلطانی، پوری
- صدیق بهزادی، ماندانا
- فانی، کامران
- رحمت‌الله فتاحی[۵]
- مهراد، جعفر[۶]

### روز کتابدار در ایران
۲۴ آبان ماه در تقویم ایران به روز کتابدار نامگذاری شده است.